# Alain Chamfort
Alain Chamfort, geboren als Alain Joseph Yves Le Govic, (Parijs, 2 maart 1949) is een Franse zanger, componist en acteur.

## Carrière
In zijn jeugd was hij een veelbelovend pianist en aldus werd de piano zijn instrument.
Chamfort ontmoette de beroemde songwriter en producent Jacques Dutronc die voorstelde om hem te helpen met zijn toekomstige werk voor televisie en film en dankzij Dutronc verliep zijn carrière voorspoedig. Na te zijn ontdekt door Dutronc, maakte hij met Claude François en uiteindelijk Serge Gainsbourg een aantal albums, inclusief zijn eerste album Poses als Alain Chamfort. De single Manureva uit dit album bleef een van de meest bekende songs van Chamfort, die verhaalde over het jacht Manureva, dat verdween met zijn schipper Alain Colas in 1978.
Chamfort componeerde ook voor de film en hij werkte met Jean-Pierre Mocky en Arnaud Sélignac. Als acteur speelde hij in de korte film Men/Toys/Girls uit 2001. In 2004 werd hij lid van de commissie van directeurs van SACEM.

## Discografie

### Studio-albums
- 1973: Je Pense A Elle, Elle Pense A Moi (Flèche)
- 1974: Un coin de vie, Madonna Madonna (Flèche)
- 1976: Mariage A L'Essai (CBS Records)
- 1977: Rock'n Rose (CBS Records)
- 1979: Poses (CBS Records)
- 1981: Amour, Année Zéro (CBS Records)
- 1983: Secrets Glacés (CBS Records)
- 1986: Tendres Fièvres (CBS Records)
- 1990: Trouble (CBS Records)
- 1993: Neuf (Epic Records)
- 1997: Personne N'Est Parfait (Epic Records)
- 2003: Le Plaisir (Delabel)
- 2010: Une vie Saint Laurent (Tessland)
- 2012: Elles & Lui (Mercury Records)
- 2015: Alain Chamfort (PIAS)
- 2018: Le désordre des choses (PIAS)

### Live-albums
- 1988: Double Vie (CBS Records)
- 2005: Impromptu Dans Les Jardins Du Luxembourg (XIII Bis)

### Compilaties
- 2000: Ce N'est Que Moi (Epic) 1977–2000
- 2006: Le Chemin Est Le Bonheur 1976–2006 (XIII Bis) 1976–2005
- 2016: Le meilleur d'Alain Chamfort (versions revisitées) (PIAS)

## Filmografie
- 1993:	Une femme pour moi (als Guillaume, telefilm)
- 2001:	Men/Toys/Girl (als de speler, korte film)
- 2008:	Écrire pour un chanteur (een man, tv-serie)
- 2013:	Games of Clouds & Rain (als Simon)
- 2015:	Les Châteaux de sable (als Éléonore's vader)

- Biblioteca Nacional de España: XX1173966
- Bibliothèque nationale de France: cb13892358f (data)
- Gemeinsame Normdatei: 118859838
- International Standard Name Identifier: 0000 0000 8189 793X
- Library of Congress Control Number: n2010027852
- MusicBrainz: 5d908002-b164-4dce-9930-f740b165b7fe
- Istituto Centrale per il Catalogo Unico: DDSV116144
- Système universitaire de documentation: 029053293
- Virtual International Authority File: 121054428